# Општина Капуџилар-Хортач
Општина Капуџилар-Хортач (грч. Δήμος Πυλαίας-Χορτιάτη Општина Пилејас-Хортијати) је општина у Грчкој у округу Солун, периферија Средишња Македонија. Административни центар је насеље Панорама.

## Насељена места
Општина Капуџилар-Хортач је формирана 1. јануара 2011. године спајањем 3 некадашње административне јединице: Панорама, Капуџилар и Хортач.
- Општинска јединица Капуџилар: Капуџилар.
- Општинска јединица Панорама: Панорама.
- Општинска јединица Хортач: Хортач, Ексохи, Кранос, Пејзаново, Филиро.